# Cesarstwo Tesaloniki
Cesarstwo Tesaloniki – cesarstwo powołane do istnienia w wyniku przyjęcia w 1227 roku purpury cesarskiej przez Teodora Angelosa, aspirującego do scalenia pod swoim berłem rozbitego w wyniku IV krucjaty Cesarstwa Bizantyńskiego. Zostało podbite przez w 1242 roku Cesarstwo Nicejskie pod dowództwem Jana III Watatzesa.

## Cesarze Tesaloniki
- Teodor Angelos Dukas Komnen (1227–1230)
- Manuel Angelos Dukas Komnen (1230–1237)
- Jan Angelos Dukas Komnen (1237–1242)